# ドラえもん のび太のドラビアンナイト
- ドラえもん > 大長編ドラえもん > ドラえもん のび太のドラビアンナイト
- ドラえもん > ドラえもんの派生作品 > ドラえもん (1979年のテレビアニメ)  > ドラえもん映画作品 > ドラえもん のび太のドラビアンナイト

『ドラえもん のび太のドラビアンナイト』（ドラえもん のびたのドラビアンナイト）は、藤子・F・不二雄によって執筆され、月刊コロコロコミック1990年9月号から1991年2月号に掲載された大長編ドラえもんシリーズの作品。および、この作品を元に1991年3月9日に公開されたドラえもん映画作品。大長編シリーズ第11作、映画シリーズ第12作。
第9回ゴールデングロス賞最優秀金賞受賞作。同時上映は『ドラミちゃん アララ♥少年山賊団!』。

## 概要
ハールーン・アッ＝ラシード王の統治時代である794年のバグダッドを舞台に、ドラえもんとのび太達5人の活躍を描いた長編作品。『アラビアンナイト』をモチーフとしている。
ドラえもん、のび太、ジャイアン、スネ夫の4人が捕らわれのしずかを助けに行くという展開は、大長編・第2作第1期ではこの作品が唯一で、後に映画『のび太の人魚大海戦』、『のび太の宝島』の中で再びこのパターンが使用される。
この作品ではドラえもんが悪役に四次元ポケットを盗まれてしまい、ポケットからの「ひみつ道具」抜きの冒険というハンディを強いられる。ドラえもんが持つ便利な道具を“ほぼ丸ごと”封印するという設定を用いた初めての作品でもある。そのため本作ではひみつ道具以外にシンドバッドが持つ「王様のコレクション」が作中で重要な役割を果たす道具として登場する。
映画の予告編のナレーションは、映画主題歌の歌詞を担当してきた武田鉄矢が行っている。また原作ではドラえもん達は最後の戦いにほとんど関わらないが、映画では活躍の場が与えられた。
また、使用されるBGMに関してテレビ朝日・テレビアニメ版の1997年のリニューアルに先駆けて6年早く本作から、前作までと同じ菊池俊輔作曲による新BGMに一新された。
オープニング映像では、ドラえもんの描写にそれまでタイトル表示のみで使っていたデジタルCGを初めて使用し、次作以降も使われる。

## あらすじ
夏休み。ドラえもんとのび太はひみつ道具・絵本入りこみぐつで絵本の中に入り『シンドバッドの冒険』を楽しんでいた。のび太は最近、絵本の世界に夢中になっており、ドラえもんが用事で出かけた後、しずかを誘いに行く。だが、彼女は今からピアノ教室の仲間とキャンプに行く為、代わりにジャイアンとスネ夫を誘うことになった。
ジャイアンとスネ夫が『ジャックと豆の木』の世界に行っている最中、実は日程を1日勘違いしていたしずかも野比家を訪れる。2人は『ピノッキオ』の世界を楽しむことにしたが現実世界に一度戻ったジャイアンとスネ夫が絵本をごちゃ混ぜにしたことで無茶苦茶な話になってしまい、怒ったしずかは先に帰ってしまう。その直後、空中を高速で飛んできた何かに衝突し、しずかは気絶したまま落下してしまう。
翌日、絵本入り込み靴が3足しか揃っていないことから誰か1人だけ現実世界に帰ってきていない可能性が出てきた。ドラえもんが絵本を調べている間、のび太はしずかたちの安否を確認しに行く。ジャイアンとスネ夫は一緒におり、しずかもしずかのママから「しずかなら出かけている」と聞かされ、一安心して帰宅するのび太だったがドラえもんは『シンドバッドの冒険』の1ページに絵本入り込み靴が片方だけ落ちていることに気づき、靴が片方だけでは帰れないと教える。改めて源家に向かった2人は、ピアノ教室の先生からかかってきた電話の内容から、しずかがキャンプに参加していないことを知る。しずかが帰宅していないことに家族が気づかなかったのは、キャンプの日程を1日勘違いしていたことを知らされていなかったからだった。
2人はしずかを助けるべく帰宅するが絵本を散らかしたまま出かけたことに怒ったママが絵本を焼き捨ててしまう。絵本の世界は架空の世界ゆえにタイムマシンでも行けないと落胆する一行だったが、ドラえもんは最後の望みをかけて現実のアラブの歴史について調査を始め、『アラビアンナイト』に実在の人物が登場していることから、そこから空想世界に繋がる可能性を見出す。
ドラえもんとのび太はジャイアンとスネ夫も加え、しずかを助けるべく、時間旅行のガイドであるミクジンの案内でタイムマシンで794年のアラビア・バグダッドへと向かう。しかしあくまでガイドとして雇われたミクジンは本人の性格も相俟って長々と解説しては、そもそも観光目的ではなく一刻を争うドラえもん一行に煙たがれ、結局は不和の末に喧嘩別れをする羽目に。一行はカシム率いる盗賊「サソリ団」に襲われるが、ハールーン・アル・ラシード王の騎馬隊に助けられる。王は一行を盗賊一掃の囮になってくれた礼として宮殿に招き、チグリス川を下ってバスラに行ってみてはどうかと交通手形までもくれた。
一行はバスラに到着するも、宛ての無い聞き込みではまるで手掛かりが掴めず途方に暮れる。しかしある怪しい老人が10日ほど前に出帆した奴隷船にしずかが乗っていたと語る。更には売り出し中というボロ船と、人相の悪い乗組員も紹介されるなど、明らかに怪しい雰囲気が漂うものの一行は先を急ぐあまりその話に乗ってしまう。実は老人の正体は騎馬隊から逃れたカシムであり、ドラえもん一行を国外逃亡に利用したのだ。夜になって一行は正体を現したカシム一味に海へと放り投げられてしまい、折悪く嵐にも見舞われる。しかし、翌朝になると岸に流れ着いてた。スネ夫によると火の玉が助けてくれたという。信じ難い話だが、もし本当なら『アラビアンナイト』の空想世界との壁がぼやけている証拠であり、一行はこの先にしずかがいると信じて歩き出す。しかし目の前には果てしない大砂漠が広がっており、更に不運な事に四次元ポケットも海で紛失してしまっていたのだ。
一方、カシムも嵐で船を失い、生き残った二人の手下と共に砂漠を彷徨っていた。カシムは友人の奴隷商人から砂漠の奥にあるという黄金宮の存在を聞いており、そこを目指していたのだ。その奴隷商人アブジルこそがしずかを捕まえていた張本人であり、嵐で唯一手元に残った奴隷であるしずかを売り付けるべく同じく黄金宮を目指していた。しかししずかはオアシスでの休憩中、隙を見て脱走する。その頃、ドラえもん一行は砂漠に疲れ果て、特にのび太は日射病を起こしていた。砂嵐にも見舞われ、翌日には疲れもピークに達しようとしていたが、そこに巨大な魔人が現れる。一行はとうとう『アラビアンナイト』の世界に入ったのだ。魔人に連れられて黄金宮に辿り着き、庭園にあった噴水でのび太も回復する。
黄金宮の王である老人は船乗りシンドバッドを名乗った。イメージは大きく異なっていたが『シンドバッドの冒険』の主人公その人であった。一行はしずかについて尋ねようとするが、シンドバッドは「自慢のコレクション」の事を聞いているのだと早合点し、所持する不思議な道具の数々を自慢するばかりで一向に質問に答えてくれない。しかしパトロールに出ていたランプの精がしずかを発見し、ようやく事態を呑み込んだシンドバッドは一行を魔法の絨毯に乗せて飛び立つ。しずかは再びアブジルに捕まっていたが一行に助けられ、アブジルはシンドバッドに懲らしめられつつ水と食料を渡されて砂漠に放置された。しずかも揃った一行は黄金宮で歓待されるが、帰るときは忘れ薬を飲んでもらうという。あのアブジルもかつては砂漠で倒れていたところをシンドバッドに助けられ、忘れ薬を飲ませて帰したはずなのだが何故か黄金宮の事は覚えていた。
実はアブジルは忘れ薬を吐き出し、今も黄金宮を奪うべく隙を伺っていたのだ。カシム一味と合流したアブジルは、ドラえもん一行がシンドバッドに連れられて遊びに出た隙に黄金宮に忍び込んでしまう。一行が異変に気付いて戻った時には既に遅く、コレクションを奪ったアブジル一味に捕まってしまった。牢の中でシンドバッドは黄金宮の成り立ちを語る。彼は最後の航海の際に風変りな男を助け、礼としてこの黄金宮とコレクションの数々を貰ったのだと言う。その人物は未来人であり、黄金宮もコレクションも全て未来の道具だったのだ。その時、スネ夫が目撃した火の玉が現れる。その正体はミクジンだった。一行はミクジンの協力で牢を脱出し、黄金宮を離れるもののシンドバッドはすねて座り込んでしまった。しかしのび太の言葉を受け、若き日の冒険心を取り戻して奮起。四次元ポケットも実はミクジンが拾っていた事が判明し、一行は反撃に出る。
黄金宮に舞い戻り、ひみつ道具を駆使してコレクションを取り戻した一行だが、アブジルは最後の手段として黄金宮の飛行機能を作動させる。一行は黄金宮を追い掛けて乗り込み、アブジルはシンドバッドとの一騎打ちの末に拘束され、カシム一味もドラえもん達によって捕らえられた。黄金宮には平和が戻り、一行はまた遊びに来ると告げて家路につくのだった。

## 声の出演
- ドラえもん - 大山のぶ代
- のび太 - 小原乃梨子
- しずか - 野村道子
- ジャイアン - たてかべ和也
- スネ夫 - 肝付兼太
- のび太のママ - 千々松幸子
- しずかのママ - 松原雅子
- スネ夫のママ - 鳳芳野

## ゲストキャラクター
王様のコレクションに関連したキャラクターについては、#シンドバッドのコレクションを参照。
シンドバッド
声 - 阪脩
黄金宮で1人暮らしをしており、ドラえもん達やアブジルからは王様と呼ばれている。かつて『シンドバッド冒険』の船乗りだった老人。魔法の絨毯で散歩していた際、不幸にも元の世界に帰ろうとしたしずかに気付かず、ぶつかってしまう。自慢のコレクションと自賛する、数々の不思議な魔法グッズを持っている。相手の言いたいことを勝手に先読みして一方的に喋り続けてしまう癖があり、そのせいでドラえもん達はしずかを捜していることをなかなか伝えられなかった。黄金宮をアブジル達に乗っ取られた時はすっかり弱気になってしまったが、若き日の冒険が後世の子供達に夢を与えているとのび太達に聞かされ、勇気を取り戻して奪還戦に臨み、アブジルを倒した。原作ではアブジルとの戦いで剣を落としてしまうが、映画では卑怯な手にも屈することなく完勝している。また、スタッフロールにて再び黄金宮を訪れたのび太達との交流が描かれている。

ミクジン
声 - 松島みのり
22世紀の時間旅行公社に所属するツアーコンダクター兼ガイドロボット。タイムマシンの運転が荒い、目的地を間違えてアラビアのはずが京都（平安京）に着く（原作のみ・映画版では平安京遷都の告知解説のみ）などの欠点によりジャイアン達からは三流ガイド扱いされる。その上、人の会話に口出しして難癖をつけるなど、融通が利かない上に気難しい性格なため、喧嘩してすねた挙句、仕事を放棄して未来へ帰ってしまう。
一方で、いい加減にみえて責任感の強い性格であり、未来に戻った後もタイムテレビで一行の様子を見守り続け、危機に落ちた際には救いにかけつけている。
劇中、しずかと会話するシーンは存在していないが予告では泣いているミクジンを励ます場面がある。
また、映画ではドラえもんを最後まで「ドラざえもん」と勘違いしていた。
アブジル
声 - 加藤精三
狡猾で傲慢な悪徳奴隷商人。アッバース朝時代の悪党界では、カシムと並びその名をとどろかせている。嘗て砂漠で倒れていた所をシンドバッドに救われて以後、黄金宮を乗っ取って世界を支配しようと企てている（街に帰される際にシンドバッドに忘れ薬を飲まされたが、飲んだフリをして吐き出していた）。痩せこけた外見とは裏腹に腕っ節は強く、ドラえもん達（ドラえもん、のび太、ジャイアン、スネ夫）を一方的に倒している。カシムとは旧知の仲。
偶然見つけたしずかを捕まえて奴隷とし、王様（シンドバッド）に売りつけようとしていたが、ドラえもんたちと王様によって、しずかは救出された。その際にしずかが水浴（お風呂の代わり）を望んだことには、「おまえのようなきれい好きな奴隷は初めてだぜ」と半ばあきれるような表情で呟いた。その後、カシム一味と組んで黄金宮を襲撃。一時は宮殿を乗っ取るが、最後は冒険心を取り戻したシンドバッドに敗れカシム等と共に拘束される。原作ではシンドバッドから本当に改心したら放逐すると言われた。アニメでは、今度こそ忘れ薬を飲まして記憶を消した後に街に帰すとのこと。なお、彼が乗り物としていたラクダは事件後、黄金宮で飼われることになったようである。
カシム
声 - 加藤治
指名手配されている盗賊集団「サソリ団」の首領。下品で知性も教養も欠片のない腹黒い性格で、アブジルとは旧知の仲。夜間の砂漠でドラえもんらを襲うものの、ラシード王らに阻まれ逃走。その後は蛇使いに変装し街に潜伏、しずかを捜していたドラえもんらに接触し、言葉巧みに騙して国外逃亡を図るものの船が嵐に遭い、生き残った手下2人と砂漠をうろつくことになる。古い友人のアブジルに教えてもらった黄金宮を探しており、アブジルと組んで黄金宮の乗っ取りに一時は成功する。最終決戦時にはアブジルを見捨てて宝と共に逃げ出そうとするも、強風と宝の重さで倒れたところをドラえもんたちに見つかり手下もろとも捕まる。映画ではシンドバッドとアブジルの決闘の最中にしずかを人質に取るが、彼女に自力で逃げられてしまい、その隙を突かれて最終的にはドラえもん達に敗れて拘束される。
船を乗っ取る際にドラえもんの四次元ポケットを奪った。しかし、中から出て来る未来の道具の使い方が全く理解できず、砂漠で手下ともども道具に振り回される様子がコミカルに描かれる。結局ポケットは捨ててしまった。それを見ていたミクジンがポケットを回収、ドラえもんの手に戻ることになる。
手下A、手下B
声 - 野本礼三、田口昂
サソリ団のメンバーにして、カシムの子分達。大勢いた手下の中の生き残り。
手下Aは帽子をかぶっていて、大柄。手下Bは糸目かつスキンヘッドで、小柄。二人とも悪党だが、性格はやや間抜け。
ハールーン・アル・ラシード王
声 - 筈見純
実在の人物で、アッバース朝第5代カリフ。カシム率いる盗賊団に襲われかけたドラえもんらを助けた上、初対面にもかかわらず、王宮内へと保護し、もてなした。この世の悪を根絶やしにし、誰もが住み良い国をつくるため、日々尽力している正義感の強い王として描かれる。また、のび太の夢の中の話も疑ったり聞き流したりせず、自身のサインを入れた交通手形まで手渡すという、度量の広い優しき心の持ち主。
兵士
声 - 飯塚昭三
商人
声 - 加藤正之、橋本晃一、田中亮一

### 絵本の中のキャラクター
Q太郎（絵本「舌切り雀」）
声 - 鈴木みえ
つづらに入っていたオバケの1人。藤子作品からカメオ出演（但し声優はそれまでのシリーズとは異なる）。「アラジンと魔法のランプ」のランプの魔人を怖がって逃げる。映画版では「オバケ怖〜い」というセリフ付きで登場する（魔人には「オバケはそっちだろ」と言われている）。
シンドバッド（絵本「シンドバッド」）
声 - 掛川裕彦
絵本のシンドバッドの主人公。本編の主要キャラクターであるシンドバッドと違い、青年の姿で描かれる。
ジャック（絵本「ジャックと豆の木」）
声 - 江森浩子
映画のみ登場。物語通り豆の木を登っていたが、ジャイアンの余計なお世話でトラブルに巻き込まれる。
孫悟空一行（絵本「西遊記」）
原作のみ登場。映画でのジャックの代わりに登場する。
蜂・栗・臼・蟹（絵本「さるかに合戦」）
ジャイアンを猿と間違えて追いかけた。
女神（絵本「ピノキオ」）
声 - 鷹森淑乃
ピノキオに命を吹き込んだ女神。
人魚姫（絵本「人魚姫」）
海で溺れていた王子を助けるはずが、『ピノキオ』と『人魚姫』の物語が混ざった世界なので『ピノキオ』に出てくるゼペットじいさんを助けた事になり、困った様子で海に帰っていった。
ゼペットじいさん（絵本「ピノキオ」）
『ピノキオ』の物語のクライマックスである怪魚（クジラ）から逃げる場面。怪魚（クジラ）の口から逃げたしたピノキオとゼペットじいさんは、岸まで船を漕いだ。小型の船が嵐で壊れ、ゼペットは海に沈むが人魚姫に助けられた。
ピノキオ（絵本「ピノキオ」）
声 - 千々松幸子
元々は木彫りの人形だったが、女神によって命を授かる。
魔女（絵本「ヘンゼルとグレーテル」）
声 - 山田恭子
物語が混じった世界で、住んでいるお菓子の家に「白雪姫」の意地悪の女王（声 - 江森浩子）から毒リンゴを届けられ困惑する。

## シンドバッドのコレクション
黄金宮
砂漠の向こうにあるという、黄金に輝く宮殿。砂漠の真ん中にありながら、庭園は緑が咲き乱れ、水も豊富にある。宝物庫には大量の金銀財宝がある。シンドバッドが多くのコレクションに囲まれて一人で暮らしている。
シンドバッドが7回目の航海の際に助けたタイムトラベラーから贈られたものであり、この宮殿自体がコレクションの一つと言える。そのデザインはシンドバッドの子供の頃からの夢が反映されている。実は基底部に飛行機構が備わっている「空とぶ宮殿」でもある。
空とぶじゅうたん
これに乗って急いでいたシンドバッドが、絵本から出ようとしていたしずかを偶然跳ね飛ばしてしまい、事件の発端を作った。
ビンの魔人
声 - 郷里大輔
瓶の中に入った魔人。瓶の蓋を開けると、身長16メートルにまで巨大化し、蓋を開けた人の命令に従う。強すぎて使いこなすのは難しいらしい。最後はアブジルの命令でシンドバッドを襲うが、ドラえもんのスモールライトで小さくされ、無力化されてしまった。
ランプの精（魔法のランプ）
声 - 鈴木みえ
シンドバッドのコレクションの1つ。ランプをこすると出て来るがのんびりしていてそそっかしいところがあり、用事を聞かずに出て行くこともある。こすった人の命令に従う。性格も主人に影響されるようで、アブジルらに従っていたときは彼も性悪になっていたがエンディングでは元の性格に戻った。映画では原作ほど怠けものではないようで、きちんと見張りや見回りを行っている。偵察能力は優秀で、広大な砂漠を短時間で一回りできる。
初登場時は昼寝をしたまま現れ、慌てて起きたと同時に用事も聞かずに飛び出して行くが、その際、逃亡したしずかを追うアブジルを目撃。戻って来てランプに戻る間際に証言し、しずか救出に関して重要な役割を担うこととなった。映画のエンドロールでは、のび太たちの置き土産である絵本を読んだり、けん玉に挑戦するシンドバッドを見守るなどしている。
兵士の種
普段は豆粒程度のピンク色の玉で箱に入っているが、地面にまくと1粒1粒が槍を持った兵士(声 - 飯塚昭三）の姿となる。弓矢を持った兵士も登場。箱を持った主人が命じれば、再び種に戻り箱に納まる。
岩戸
前に立って「開け、ゴマ!」と唱えると岩戸が開き、四次元空間を通って別の場所へ移動できる。通常、黄金宮までの道は「地獄の鍋底」と呼ばれる焼けただれた砂漠地帯を10日も通らなければならないが、この岩戸を通れば「地獄の鍋底」を飛ばして一気に黄金宮まで行くことが可能。
千里眼池
遠くの景色を映し出せる池。調子が悪い時は縁石を叩くと、古いテレビのように映ることがある。
※その他
・ダンシングドール
・わすれ薬
・砂イルカ
・砂クジラ
・千里眼池
・サルの召使い
・砂船
・胸さわぎブローチ
・空とぶ木馬

## スタッフ
| 制作総指揮・原作・脚本          | 藤子・F・不二雄 |
| 作画監督                        | 富永貞義 渡辺歩 |
| 美術設定                        | 川本征平 |
| 美術監督                        | 沼井信朗 |
| 録音監督                        | 浦上靖夫 |
| 音楽                            | 菊池俊輔 |
| 効果                            | 柏原満 |
| 撮影監督                        | 斎藤秋男 |
| 特殊撮影                        | 渡辺由利夫 |
| 監修                            | 楠部大吉郎 |
| プロデューサー                  | 別紙壮一 山田俊秀 小泉美明 |
| 監督                            | 芝山努 |
| 演出助手                        | 塚田庄英 平井峰太郎 |
| 動画検査                        | 原鐵夫 |
| 色設計                          | 野中幸子 |
| 仕上監査                        | 枝光敦子 態勢益美 金田小幸 |
| 特殊効果                        | 土井通明 |
| 録音スタジオ                    | エーピーユースタジオ |
| 整音                            | 大城久典 内山敬章 |
| 音響制作                        | オーディオ・プランニング・ユー |
|                                 | ドルビーステレオ 一部上映館を除く |
| ドルビーステレオ コンサルタント | 森幹生 極東コンチネンタル株 |
| 原画                            | 飯山嘉昌 神村幸子 斉藤文康 若山佳治 原博 徳田幸子 飯口悦子 小泉謙三 中村裕之 窪田正史 柴田晃宏 山崎隆 船越英之 |
| 動画                            | 小林正義 弓納持幸子 池ノ谷安夫 田島栄子 中川政浩 柳瀬雄之 中村久子 小岩正美 稲村武志 佐野哲郎 山田幸 山下真樹子 鵜ノ口穣二 家野尚代 松田洋子 大東郁子 坂井恵津子 内原弘美 野田聡美 赤坂陽子 北之原孝将 佐々木聡子 馬渡久史 宋侑芳 横町ひろ江 朴令坡 日置正志 秋山益代 小泉公寿 杉田清美 金子道子 重田洋朗 山田智子 高木美恵子 荒井文子 窪田真子                                                         |
| 仕上                            | 八田陽子 松田文子 森川典子 福永淑子 近藤弘子 河野文子 藤木従子 小田桐しず 水口みゆき 阿部幸子 塩見田鶴子 小林あや子 江守美知子 小野寺秀子 赤坂稲子 八巻光子 大槻陽子 伊藤弥生 明石由美子 関根栄子 楠本みゆき 土屋透治 老川俊也 笛吹康二 島田郁野 赤堀久美子 新倉美佐子 佐藤知子 萩原恵子 李明硪 滑川優子 朴慶姫 林恵子 小沢和子 鈴木仁子 高田徳子 山田伸 松本昌絵 手島志瑞美 大寺篤子 坂井悦子 堀内由美 |
| 背景                            | 工藤剛一 鈴木聡 川口正明 北川晴美 高橋邦江 岡次郎 留田透一 阿南円 与野司 林志遠 |
| 撮影                            | 高橋秀子 市川智 藪田順二 三浦隼人 杉澤義雄 谷口久美子 石井ゆり子 伊藤修一 |
| エリアル合成                    | 古林一太 末弘孝史 |
| コンピューターグラフィック      | 亀谷久 水端聡 渡辺三千成 |
| 編集                            | 井上和夫 渡瀬祐子 薩川昭夫 須田修 国吉伸幸 西脇尚人 マクワガ･マリア･えみこ 佐藤寛一 西川洋二 |
| タイトル                        | 道川昭 |
| 現像                            | 東京現像所 |
| 連載                            | 小学館の学習雑誌 マミィ ベビーブック めばえ よいこ 幼稚園 学習幼稚園 小学一年生 小学二年生 小学三年生 小学四年生 小学五年生 小学六年生 てれびくん コロコロコミック 別冊コロコロコミック |
| 協力                            | オーディオ・プランニング・ユー アトリエ・ローク 旭プロダクション トミ・プロダクション 亜細亜堂 スタディオ･メイツ あにまる屋 京都アニメーション スタジオ古留美 イージーフィルム オニオンプロダクション KOREA双進 上海朝陽動画 スタジオ・キャッツ スタジオ九魔 シマ･スタジオ スタジオ・タージ スタジオ･ルンルン スタジオしゃどう 井上編集室                                                               |
| 文芸                            | 滝原弥生 |
| 制作事務                        | 古井俊和 大神田富美 |
| 制作進行                        | 和田泰 中村守 星野匡章 |
| 制作デスク                      | 市川芳彦 |
| 制作協力                        | 藤子プロ ASATSU |
| 制作                            | シンエイ動画 小学館 テレビ朝日 |
|                                 | ©藤子・小学館・テレビ朝日 1991 |

今作から長年ドラえもん映画にプロデューサーとして携わっていた波多野正美が担当を外れている。

## 主題歌
オープニングテーマ「ドラえもんのうた」
作詞 - 楠部工 / 作曲 - 菊池俊輔 / 唄 - 山野さと子（コロムビアレコード）
エンディングテーマ「夢のゆくえ」
作詞 - 武田鉄矢 / 作曲 - 白鳥澄夫 / 編曲 - 渡辺雅二 / 唄 - 白鳥英美子（キングレコード）
原作のラストシーンはのび太とドラえもんが砂漠の冒険に思いを馳せるものだが、映画ではエンディングのスタッフロールにてまた黄金宮に遊びに行っており、『のび太の宇宙小戦争』と同様のエピローグとなっている。

## ゲーム版
PCエンジン用ソフトとしてゲーム化されている。1991年12月6日にHuCARD版、1992年5月29日にSUPER CD-ROM²版が発売された。なお、SUPER CD-ROM2版にはキャラクターボイスや映画で使用された楽曲などが追加されている。ストーリーは映画版と若干の違いがある。

### 登場人物
SUPER CD-ROM²版のみ。
- ドラえもん（声 - 大山のぶ代）
- のび太（声 - 小原乃梨子）
- ジャイアン（声 - たてかべ和也）
- スネ夫（声 - 肝付兼太）
- しずか（声 - 野村道子）
- ドラミ（声 - 横沢啓子）
- シンドバッド（声 - 掛川裕彦）
- アブジル（声 - 加藤精三）
- カシム（声 - 加藤治）

### ゲーム版スタッフ
- 製作総指揮：工藤裕司
- 原作：藤子・F・不二雄
- プロデューサー：浦敏治
- ディレクター：松永智史
- アシスタントディレクター：宮本徳人
- ゲームデザイン：脇坂充胤
- プログラム：脇坂充胤
- チーフデザイナー：船橋正道、武田真理
- アドバイザー：小山俊典、岡本敏郎、松浦浩司、澤口岳志
- サウンドエフェクト：井上雅明、前川征克、坂田圭司
- ミュージック：渡辺麻紀、本宿陽子、長谷川エイジ
- 録音制作：オーディオ・プランニング・ユー
- 制作協力：小学館、シンエイ動画、テレビ朝日、ASATSU
- 企画 / 制作：ハドソン

### 評価
HuCARD版
ゲーム誌『ファミコン通信』の「クロスレビュー」では合計22点（満40点）、『月刊PCエンジン』では70・70・70・70・70の平均70点（満100点）、『マル勝PCエンジン』では6・7・8・5の合計26点（満40点）、『PC Engine FAN』の読者投票による「ゲーム通信簿」での評価は以下の通りとなっており、17.31点（満30点）となっている。また、この得点はPCエンジン全ソフトの中で464位（485本中、1993年時点）となっている。 同雑誌1993年10月号特別付録の「PCエンジンオールカタログ'93」では、「難易度は低めで、アクションが苦手な人でも楽しめる」と紹介されている。
| 項目 | キャラクタ | 音楽 | 操作性 | 熱中度 | お買得度 | オリジナリティ | 総合  |
| 得点 | 3.08       | 2.62 | 3.38   | 2.85   | 2.85     | 2.54           | 17.31 |

SUPER CD-ROM²版
ゲーム誌『ファミコン通信』の「クロスレビュー」では合計19点（満40点）、『マル勝PCエンジン』では6・6・6・4の合計22点（満40点）、『PC Engine FAN』の読者投票による「ゲーム通信簿」での評価は以下の通りとなっており、19.36点（満30点）となっている。また、この得点はPCエンジン全ソフトの中で372位（485本中、1993年時点）となっている。 同雑誌1993年10月号特別付録の「PCエンジンオールカタログ'93」では、「同名のHuカード版が、バージョンアップして登場。ゲーム自体はまったく同じだが、CD-ROM²の大容量を生かし、ビジュアルシーンが大幅に追加された」と紹介されている。
| 項目 | キャラクタ | 音楽 | 操作性 | 熱中度 | お買得度 | オリジナリティ | 総合  |
| 得点 | 3.85       | 3.31 | 3.08   | 2.85   | 3.49     | 2.79           | 19.36 |